# Hermandad de las Cuatro Villas

Rutas comerciales y pesquerías de la hermandad de las Cuatro Villas

La hermandad de las Cuatro Villas de la Costa de la Mar, también citada bajo el nombre de Cuatro Villas de la Costa de Cantabria, fue una entidad administrativa medieval y moderna que agrupaba las villas costeras del norte del reino de Castilla (todas ellas, parte de la actual Cantabria); concretamente, San Vicente de la Barquera, Santander, Laredo y Castro-Urdiales. A finales del siglo XV, pasó a formar parte del corregimiento de las Cuatro Villas junto con otros territorios del norte de la península ibérica. En 1514 la provincia pasó a llamarse corregimiento de las Tres Villas de la Costa, por separación de la villa de San Vicente, que volvió a unirse en 1521. Villas hermanadas desde el siglo XIII, su fundación como corregimiento data del reinado de los Reyes Católicos, en torno a 1496, sobreviviendo hasta su inclusión en la provincia de Cantabria de 1778.
Formaron un poder naval y comercial de primer orden al servicio del reino de Castilla y su importancia económica fue tal que junto con la hermandad de las Marismas (de la que también formaban parte las villas marineras vascas) frenaron la expansión de la Liga Hanseática hacia el sur del Arco Atlántico. Como corregimiento, constituyeron la entidad administrativa histórica más grande e importante de cuantas precedieron a la actual comunidad autónoma de Cantabria y como hermandad, absorbieron desde mediados del siglo XV hasta mediados del siglo XVI el 40 % de toda la actividad comercial generada en el mar Cantábrico ibérico. Las Cuatro Villas fueron también, junto con la también villa Santillana del Mar, el único tejido urbano de la región en la Edad Media, cuya estructura fue eminentemente rural hasta el siglo XIX.

## Extensión
La hermandad de las Cuatro Villas abarcaba las villas de Castro-Urdiales, Laredo, Santander y San Vicente de la Barquera, así como un territorio en torno a ellas que comprendía diversos pueblos y campos. La hermandad, desde finales del siglo XV, quedó inscrita en el corregimiento de las Cuatro Villas de la Costa del Mar, con sede primero en cada una de las villas y después centralizada en Laredo. El corregimiento comprendía la mayor parte de la actual Cantabria y pequeñas partes de lo que hoy son la provincia de Burgos y Asturias. En concreto el corregimiento incluía, además de las cuatro villas y sus términos, los valles de Peñamellera y Rivadedeva (actual Asturias), los valles de Tudela, Mena y localidades aledañas (Burgos), la merindad de Trasmiera y sus villas hermanadas Santoña, Argoños y Escalante, los valles de realengo de Liendo, Guriezo, los concejos de la junta de Parayas, y los valles de realengo de las Asturias de Santillana, desgajados del ducado del Infantado tras el pleito de los Nueve Valles.
En 1511, San Vicente de la Barquera y Peñamellera formaron corregimiento propio, aunque en 1521 volvieron a incluirse en el de las Cuatro Villas. Previamente la villa había pedido al rey, en 1517, que no nombrase más corregidores, después de las dificultades económicas que atravesó tras sufrir varios incendios. Castro-Urdiales se separó del corregimiento entre 1739 y 1763, formando parte durante varios de esos años del señorío de Vizcaya. Las Asturias de Santillana se separaron de las Cuatro Villas en 1674, cuando Carlos II creó el corregimiento de su nombre para evitar disensiones entre los valles. Las Asturias de Santillana se reintegraron en el de las Cuatro Villas en 1678 a causa del coste económico de mantener al nuevo corregidor.

## Historia

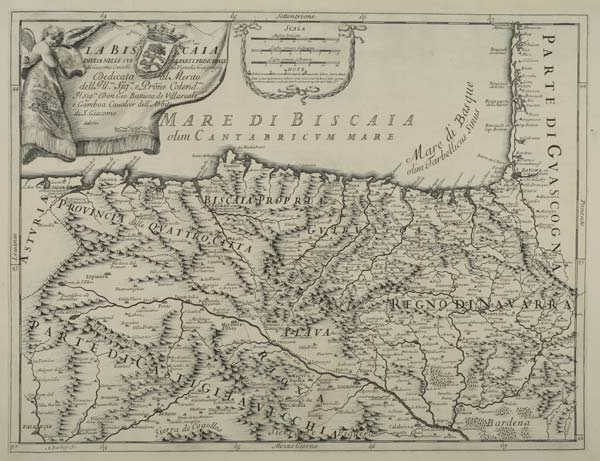
Mare di Biscaia en 1696 por el cartógrafo Giacomo Cantelli da Vignola.

### El nuevo tejido urbano litoral (1163-1296)
A finales del siglo XII las poblaciones marineras de lo que hoy es Cantabria eran los únicos puertos de los que disponía el Reino de Castilla. En esa época el rey castellano Alfonso VIII (1158-1214), de viaje por esas tierras, otorgó diversos fueros que dieron ventajas comerciales, entre otras libertades, a Castro-Urdiales en 1163, a Santander en 1187, a Laredo en 1200 y a San Vicente de la Barquera en 1210, con el objetivo de proyectar el comercio castellano hacia las rutas comerciales marítimas. Las cuatro poblaciones obtuvieron así el rango de villas y comenzaron a despegar poblacional y económicamente. Con la fundación de estas villas, las únicas del Reino de Castilla desde su separación de León en 1157 hasta la anexión de Guipúzcoa y el Duranguesado en torno a 1200, la realeza se aseguraba el control de un litoral adyacente a tierras muy controladas por nobles y abades. Como efectos directos, las nuevas villas crearon el primer tejido urbano de Cantabria desde la caída del Imperio romano y los reyes castellanos desplazaron parte de su atención a La Montaña y no solo a las fronteras de la Reconquista. Cabe destacar que entre los siglos IX y XI el litoral no era seguro debido a las incursiones vikingas y musulmanas.
Los fueros que recibieron fueron similares a los de Sahagún y Logroño. Todas las villas se fundaron sobre poblaciones preexistentes, habitadas como núcleos urbanos hasta el siglo VI. Santander cuenta con restos romanos contrastados y Castro-Urdiales, romanos e incluso prerromanos. Documental y arqueológicamente, las poblaciones se desvanecieron entre los siglos VI y XI, cuando aparecen las aldeas ligadas a sendos monasterios que Alfonso VIII encontró al siglo siguiente.
Las cuatro villas se hicieron célebres en 1248 porque sus barcos fueron mayoría en la flota con que Fernando III de Castilla conquistó Sevilla. Especial felicitación mereció Santander, uno de cuyos barcos destruyó las cadenas del puente de Triana. El rey dio blasón a la villa, obligó a Sevilla a pagarle una cantidad periódica de maravedíes y reconstruyó su colegiata, convertida hoy en catedral. Esta gesta ha quedado recogida en la heráldica tanto de la ciudad como del escudo de Cantabria.
Participaron igualmente en otros conflictos de la época, como la conquista de Tarifa (1339) y la batalla de Rochela (1372).
Es difícil conocer el poderío de las cuatro villas en torno al siglo XIII, si bien los datos de los que se dispone hoy en día dan a entender que fue grande. Por ejemplo, los documentos fiscales de 1293 constatan que las cuatro villas habían recaudado más del doble de dinero que los puertos guipuzcoanos, siendo Santander el que más había cobrado con el 46% del total.
A finales del siglo XIII Alfonso X el Sabio practicó una política de exenciones comerciales en los núcleos urbanos para generar riqueza en ellos. Las Cuatro Villas fueron las más beneficiadas de todo el reino, gracias a las medidas proteccionistas sobre sus productos estrella: vino, sal y hierro. No obstante, este tipo de medidos acarreó al rey una revuelta aristocrática en el año 1272. Estas medidas eximieron del impuesto de portazgo a Santander en 1253 en cierta localidad y a partir de 1255, en todo el reino excepto Sevilla y Murcia, que San Vicente de la Barquera ya poseía desde 1241, exceptuando también el portazgo de Toledo. Ese mismo año Laredo y Castro-Urdiales obtuvieron privilegios de franquicia en Medina de Pomar, por donde pasaban la mayor parte de las mercancías de la época entre el mar y el interior; además, Laredo obtuvo la misma exención que Santander y el derecho de pesca y salgado en cualquier punto de los reinos de Galicia, León y Castilla. Santander quedó eximida en 1263 de los impuestos en las ferias de Valladolid, en 1276 de los diezmos reales a la sal y en 1281 de los de su cosecha de vino. Como prueba de su importancia, las tres de las cuatro villas (excepto San Vicente) aparecen citadas en 1268 entre los dieciocho puertos de mercancías más importantes del reino en un documento de las Cortes de Jerez.
No menos importante que la jurisdicción terrestre y los privilegios fue la concesión que los reyes castellanos hicieron a las villas. Les dieron jurisdicción común sobre el mar desde la ría de Tina Mayor hasta Ontón, así como sobre los cursos fluviales que desembocaban entre esos puntos y sus riberas. La influencia sobre este territorio, que provocó el crecimiento de las villas al tiempo que la ira de los señores medievales que anteriormente lo controlaban, debió de causar entre los reinados de Alfonso VIII y Alfonso X el amurallamiento de las poblaciones y el desarrollo de modelos urbanísticos planificados para su expansión.

### La hermandad de las Marismas (1296-1490)

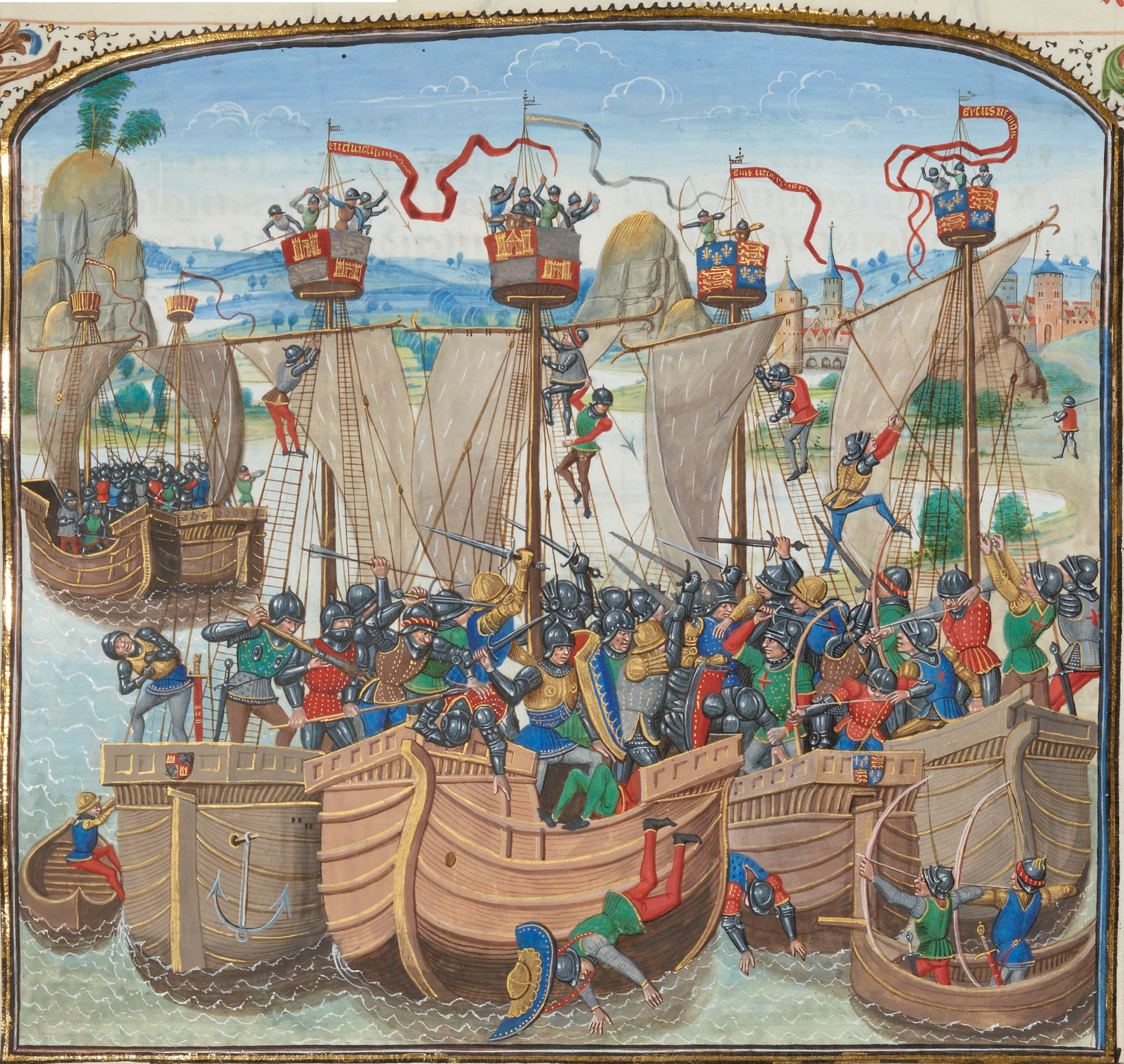
Batalla naval de La Rochelle (miniatura francesa del). En ella, la flota castellana, formada por naves cántabras, obtiene una victoria contundente frente a la armada inglesa, pasando el control del canal de la Mancha a manos de Castilla.

Las cuatro villas se unieron a Vitoria y a varios puertos vascos el 4 de mayo de 1296, formando la hermandad de las Marismas, dinámica institución que mantuvo relaciones comerciales con algunas de las ciudades portuarias más importantes de toda Europa y sobrevivió a las otras hermandades de su mismo ámbito territorial, surgidas a partir de 1295. Si bien fue constituida en Castro-Urdiales, localidad que se convirtió en su capital, en 1296, su hermandad de facto es anterior. Esta hermandad, diluida en 1490, se hizo a ejemplo de la Liga Hanseática y según historiadores como Fernando García de Cortázar constituyó toda una potencia internacional. La integraron los puertos de San Vicente de la Barquera, Santander, Laredo, Castro-Urdiales, Guetaria, Bermeo, Fuenterrabía y San Sebastián, y la plaza de Vitoria. En 1342 la hermandad se había ampliado hasta contar con dieciocho poblaciones. La hermandad tuvo poder suficiente para legislarse a sí misma, firmar tratados con ciudades de toda Europa e incluso con el rey de Inglaterra sin la intercesión de los reyes de Castilla, si bien estaba supeditada al reino y, en el caso del tratado con el rey de Inglaterra, Alfonso XI apoyó gustosamente la propuesta. Esta libertad permitió a las villas portuarias firmar la paz con puertos pertenecientes a Estados en guerra contra España, con lo que el comercio no se interrumpía. La presencia de la villa de Vitoria —posterior sede— en la hermandad aseguró el control de una ruta mercantil que, merced a la creación de una serie de villas a mediados del siglo XIII, unía la meseta con la Costa Vasca pasando por Vitoria. Las villas costeras utilizaron esa vía para exportar la lana de Castilla e importar los manufacturados de Francia y Flandes.
De este modo, la guerra de los Cien Años benefició el comercio entre las villas y varios otros puertos europeos, sobre todo con Brujas, que importaba lana de Castilla para el desarrollo de una poderosa industria textil. Destacaban, aunque a otro nivel, Dieppe, Harfleur y Ruan. El comercio de las villas cántabras y vascas con Países Bajos y Francia rivalizó con el de los navíos ingleses y hanseáticos.
En esta época se engrandece el poderío comercial de las villas y comienzan a perfilarse unas oligarquías poseedoras de la riqueza, que representan al pueblo ante el rey y obtienen el reconocimiento de la realeza. Los antecedentes de esta clase están presentes a mediados del siglo XIII.

### Corregimiento de las Cuatro Villas de la Mar de Cantabria (1494-1778)
En época de los Reyes Católicos, que reformaron todo el sistema institucional castellano, la hermandad de las Marismas desapareció. Las cuatro villas cántabras se unieron entonces en el corregimiento de las Cuatro Villas, con sede inicial, recaudación de impuestos y regimiento de milicias en Laredo, capitalidad que fue largamente discutida por Santander. Dichas villas se gobernaron mediante juntas hasta su inclusión en la provincia de Cantabria de 1778, cuando el corregimiento desapareció. En 1477 se producen las demarcaciones fiscales de las villas. Esto surgiría a partir de arrendamientos prolongados bajo la fórmula alcabalas y salines de las villas de San Viçente y Santander y sus tierras y de las alcabalas y tercias de las villas de Laredo y Castro Ordiales y sus tierras y terminos. En 1483 aparece el término Quatro Villas en la fiscalidad del reino. La Contaduría de Castilla trató a las cuatro villas como una única demarcación fiscal, hecho que fue consolidándose con el tiempo, al contrario de lo que sucedió en otras partes del reino, aunque a partir de 1490 San Vicente de la Barquera fue considerada un partido fiscal aparte de manera intermitente.
En 1494, con la creación del Consulado de Burgos, las cuatro villas se percibieron como una unidad que compartía una región geográfica común y un estado de realengo. Las poblaciones disfrutaban entonces de privilegios sobre cinco leguas en torno suyo. Con la constitución del corregimiento, se unieron a las cuatro villas el resto de territorios de realengo de La Montaña a excepción de la merindad de Campoo. El nuevo corregimiento de las Cuatro Villas de la Costa del Mar de Cantabria pasó a estar formada por tres entidades que celebraban sus propias juntas por separado: las Cuatro Villas de la Costa, la provincia de los Nueve Valles y la merindad de Trasmiera. A partir de la institución en 1749 de las intendencias borbónicas, el corregimiento pasó a estar a cargo política, administrativa y jurisdiccionalmente del partido del bastón de Laredo, que obedecía a la intendencia de Burgos. De este modo, la hermandad de las Cuatro Villas de la Costa de la Mar estaba representada por una junta y dependía del corregimiento homónimo, que a partir del siglo XVIII dependió a su vez de un partido y este, de una intendencia monárquica. Hasta 1629 la capital del corregimiento era itinerante, de modo que el corregidor pasaba tres meses en cada una de las villas. Cuando ese año el corregidor aprovechó que Laredo obtuvo la sede de recaudación de impuestos para fijar su residencia allí, el sentimiento de igualdad entre las villas se rompió y se generaron pleitos y disputas que durarían hasta la elección de Santander como capital de su futura provincia.
Hasta la fundación del corregimiento Santander y San Vicente de la Barquera formaban parte de las merindad de las Asturias de Santillana, mientras que Castro-Urdiales y Laredo dependían de la merindad de Castilla la Vieja. A finales del siglo XV se constituyeron las juntas generales de las Cuatro Villas y de la merindad de Trasmiera. En ambos casos las cartas de hermanamiento se presentaron sin interjección de intereses externos a cada concejo, al contrario de lo que sucedió en otros lugares como Galicia. La tercera junta general del corregimiento, las de los Nueve Valles, se constituyó tras un largo proceso judicial denominado pleito de los Nueve Valles, ya a finales del siglo XVI.

### Formación de la provincia de Cantabria (1778)
Tras varios intentos de unificación territorial de lo que hoy es la comunidad autónoma de Cantabria, algunos provenientes de las cuatro villas, estas finalmente se unieron a la mayor parte del territorio cántabro en la provincia de Cantabria de 1778, el 28 de julio de ese año, si bien Castro-Urdiales no formó parte de la misma hasta 1796.
Estas villas fueron las únicas en toda Cantabria que tuvieron murallas, lo que da a entender la importancia, acumulación de riquezas y capacidad económica de estos asentamientos para levantar estas defensas. 
Antes que la flota comercial, nació en Cantabria la pesquera. Documentos del siglo XII nos informan ya de la pesca de la ballena y su desembarco en Santoña. A fines del mismo siglo transitaban paños, cueros, armas y otras mercancías por los puertos de Santander y Castro-Urdiales. El cántabro Roy García de Santander es el primer navegante de la Marina de Castilla que surca los mares del sur, participando con sus naves en la conquista de Cartagena.
Se desconoce la fecha precisa de constitución de esta coalición pero se sabe que cuando los Reyes Católicos, ya en el siglo XIV, fijaron definitivamente el régimen de corregimientos reales, la mayor parte de Cantabria quedó incluida en la que se denominaría corregimiento de las Cuatro Villas, heredera de la hermandad y abarcando las áreas de influencia de los puertos de aquella.
Esta federación perduraría hasta el siglo XVIII como instrumento útil para evitar el abuso del poder central y la salvaguardia de los privilegios tradicionales.

## Política
Hasta la constitución de la provincia de Santander de 1833 la división administrativa de Cantabria era complejísima debido a la incompatibilidad de intereses entre señores, villas y reyes. En la Edad Moderna, una vez establecidos los corregimientos, se estableció la capitalidad de las Cuatro Villas en Laredo, población que dispuso así de un alcalde mayor, que cumplía funciones de consejero del corregidor en materias judiciales y militares. Santander, que disputaba la capitalidad a Laredo, también dispuso de alcalde mayor, que era delegado del corregidor y administraba en la villa la justicia. En San Vicente de la Barquera y Castro-Urdiales hubo alcaldes ordinarios, que se encargaban de lo gubernamental y en primera instancia de la justicia. Nuevamente la excepción fue Santander, que contaba con dos alcaldes ordinarios, uno para la Puebla Vieja y otro para la Puebla Nueva; estos alcaldes tenían poderes en asuntos gubernamentales y administrativos. Unos y otros alcaldes eran cargos máximos de los concejos, que podían ser restringidos, en cuyo caso estaban formados por una oligarquía, o abiertos, en los que podían participar una delegación de vecinos. Cada concejo poseís unas ordenanzas propias.
En Cantabria, la estructura administrativa inmediatamente superior al concejo era el valle. En cada valle se celebraban juntas de valle en las que estaban representados los concejos mediante un delegado que recibía diferente denominación según el lugar, como por ejemplo «procurador general» o «diputado». A su vez, estas juntas contaban con sus propios delegados para las juntas generales de cada corregimiento o provincia; en el caso de las Cuatro Villas, el corregimiento de las Cuatro Villas de la Costa del Mar. En última instancia, todos los representantes de concejos y juntas eran hidalgos y otros miembros de la baja nobleza que, gracias a la estructura política descrita, dominaban el reparto de impuestos, la gestión de la propiedad pública y privada, y todo asunto de interés administrativo. A su vez las Cuatro Villas formaban un bloque dentro del corregimiento homónimo, junto con los Nueve Valles de las Asturias de Santillana y Trasmiera, que desde 1749 dependió del partido del Bastón de Laredo y este, a su vez, de la Intendencia de Burgos. La constante en todo esta superposición de instituciones fue que todas ellas tuvieron como único señor al rey, sin depender de abades ni aristócratas intermedios.
El gobierno mediante juntas generales fue habitual en la costa cantábrica de España. No obstante, mientras que Galicia, Asturias, las provincias vascas por separado y Navarra desarrollaron juntas generales poderosas que abarcaban cada territorio y crearon un bagaje legislativo propio, esto no sucedió en Cantabria durante la Edad Moderna. Las juntas generales del corregimiento de las Cuatro Villas de la Costa no eran las únicas del territorio y no tenían representación en las Cortes.
| Corregimiento                       | Juntas generales                                                                                            | Jurisdicción                                    |
| ----------------------------------- | --- | ----------------------------------------------- |
| Cuatro Villas de la Costa de la Mar | *Cuatro Villas de la Costa de la Mar *Merindad de Trasmiera *Nueve Valles                                   | Realengo (Corona de Castilla)                   |
| Merindad de Campoo                  | *Merindad de Campoo                                                                                         | Realengo (Corona de Castilla)                   |
| Provincia de Liébana                | *Provincia de Liébana                                                                                       | Señorío (Casa de la Vega-Casa de Mendoza)       |
| Mayordomazgo de la Vega             | *Mayordomazgo de la Vega *Honor de Miengo                                                                   | Señorío (Casa de la Vega-Casa de Mendoza)       |
| Soba, Ruesga y Villaverde           | *Señorío se Sobra *Señorío de Ruesga *Señorío de Villaverde (o Villaverde de Trucíos)                       | Señorío (Casa de Velasco)                       |
| Inexistencia de corregimiento       | *Marquesado de Argüeso *Condado de Castañeda *Villa de Pesquera *Villa de Tresviso *Villa de Suances *Otros | Señorío, abadengo y jurisdicciones compartidas. |

Las juntas del corregimiento de las Cuatro Villas de las Costa del Mar se celebraban bien en Bárcena de Cicero, bien en turno rotatorio entre las villas que la componían. Siempre prestando una especial atención a que ninguna de las villas prevaleciera sobre las demás bajo amenaza drástica de pleitos (como así sucedió en 1557 y 1653). De esta federación de villas surgieron, a partir de 1726, los primeros intentos de fusionar todas las jurisdicciones cántabras en una misma entidad bajo el nombre de Cantabria, meta alcanzada en 1778.

## Demografía
Las cuatro villas vivieron un aumento poblacional ligado a su evolución económica a partir de la concesión de sus fueros. En 1561 alcanzaron su máximo apogeo poblacional hasta entonces, a excepción de Castro-Urdiales, que lo hizo cerca de 1584. No obstante, las epidemias de peste traídas de Europa que azotaron Cantabria en 1568, 1596, 1597 y 1598 redujeron su población en torno al 40 %. Al mismo tiempo se sucedieron las crisis económicas, con lo que no se sentaron las bases para un aumento poblacional. El siglo XVII no fue más amable, ya que fue pródigo en ataques corsarios, reclutamientos para los ejércitos reales, crisis alimenticias y epidemias, procesos análogos a los que también se dieron en la Costa Vasca. Los reclutamientos forzosos afectaron grandemente a las villas durante los siglos XVI y XVII. Así, la población de Castro-Urdiales poco antes de 1590 superaba los 7000 habitantes (1500 vecinos), pero esta cifra se vio muy mermada por la leva forzosa para las guerras contra Portugal, Flandes e Inglaterra. En 1741 los vecinos no llegaban ni a 200. Sólo a la Armada Invencible Castro-Urdiales envió a 380 hombres.
Las pestes de 1596-1598 afectaron menos a Laredo, cuya economía experimentó una ligera mejora que, unida a un fenómeno inmigratorio, le permitió acometer una modernización de sus infraestructuras y edificaciones. Desde 1652 Santander y Laredo afrontaron lentos aumentos poblacionales salpicados de cortas crisis de mortandad. En 1752 Laredo contaba con 483 vecinos de los que 417 vivían en su casco urbano (unos 1668 habitantes), y Santander con 1095, de los que 680 vivían en la villa (unos 2400 habitantes). Santander, por tanto, duplicaba la población de la segunda villa más poblada, Laredo, máxime si se contabilizan las gentes de su término, que sumaban en torno a 4038 personas.
| Lugar                      | 1534 | 1552 | 1561 | 1584 | 1591 | 1631 | 1752 |
| -------------------------- | ---- | ---- | ---- | ---- | ---- | ---- | ---- |
| Castro-Urdiales            | 488  | 660  | 700  | 853  | 656  | 460  | 346  |
| Laredo                     | 415  | 552  | 586  | 465  | 454  | 380  | 483  |
| Santander                  | 368  | 595  | 808  | 534  | 789  | 690  | 1095 |
| San Vicente de la Barquera | 629  | 440  | 1078 | 343  | 266  | 242  | 250  |
| Total                      | 1900 | 2247 | 3172 | 2195 | 2165 | 1772 | 2174 |

## Economía
Los privilegios recibidos de mano de Alfonso VIII de Castilla dieron un gran impulso económico a las cuatro villas, enfocado a la actividad pequera y al comercio europeo. A principios del siglo XVI las cuatro villas eran las mayores urbes de lo que hoy es la comunidad autónoma de Cantabria, habiendo superado a otras villas, como Santillana del Mar. Además, las cuatro villas poseían sendos territorios en torno suyo, especificados en sus cartas forales, y entre todas ejercían plena jurisdicción sobre las actividades marítimas de toda la costa que hoy forma parte de Cantabria. La base de la economía de las villas era el comercio. Así, el Catastro del Marqués de la Ensenada cifró en 50.280 reales las ganancias salariales en Santander, frente a los 180.345 de las comerciales.
A finales del siglo XVI la economía se contrajo, a la vez que la población sufría los rigores de sucesivas pestes. A partir de ese momento la mortalidad en las distintas villas marcó el desarrollo de las mismas. San Vicente de la Barquera y Castro-Urdiales languidecieron lentamente, mientras que Laredo y, sobre todo, Santander, encararon mejor el siglo XVII. En el siglo XVIII el incremento poblacional se intensificó en Santander, de manera que la villa despegó económicamente más que las otras. No obstante, el final del siglo XVI había terminado con el liderazgo de las villas, dependientes del Consulado de Burgos, debido al surgimiento del puerto de Bilbao, que desde 1511 contaba con un consulado propio y a derechos forales que le permitían establecer una zona de libre comercio y controlar su fiscalidad. Esto acabó con el liderazgo en el transporte entre Castilla y Europa de las cuatro villas y, por añadidura, con el de prácticamente todas las villas de la cornisa cantábrica. El trasvase del comercio de lanas a Bilbao a causa de la decadencia de Burgos perjudicó especialmente a Santander. Las causas de este declive están en el descenso de producción agrícola y ganadera castellana y las guerras que España libró en el siglo XVI contra Inglaterra, Francia y Países Bajos; esto provocó la merma del intercambio mercantil de Castilla con esas regiones, principales socios comerciales de las cuatro villas. Otro golpe fue la centralización del comercio indiano en los puertos de Sevilla y Cádiz, pues las cuatro villas exportaban los productos americanos a Europa.

### Actividades pesqueras
Los buques de las cuatro villas fondeaban tanto en el mar Cantábrico como en el océano Atlántico, centrándose en la captura del bacalao y la ballena, desde la costa africana hasta las islas de Terranova e Irlanda. Se beneficiaron de esta actividad, por este orden, Castro-Urdiales, San Vicente de la Barquera y Laredo, y muy poco Santander. Posteriormente la pesca casi se convirtió en la única actividad de San Vicente. Las capturas se destinaban a la mitad norte de la meseta central, en territorio castellano. Sin embargo, factores como la competencia con los pesqueros ingleses, el descenso de la demanda en el interior y el impuesto de sal de 1631 hicieron que a partir de 1650 la pesca hubiera perdido gran parte de su rentabilidad. En 1731 la actividad sufrió su peor afrenta, cuando el Tratado de Utrecht prohibió la pesca de las villas cantábricas en el Atlántico Norte.

### Actividades comerciales
Aunque fue una actividad menor, tuvo cierta importancia la exportación de vino a Europa en el siglo XVI. Sin embargo, la mayor parte del vino que llegaba a las villas se vendía para el consumo local y de las tripulaciones. La verdadera importancia comercial de estas villas, como grandes puertos que poseía la Corona de Castilla en el norte de la península ibérica, fue la del comercio de lana. La lana embarcaba en ellos con destino a la Europa atlántica, sobre todo desde Santander y en menor medida desde Laredo. El comercio de lanas desde estas localidades quedó regulado en 1494 con la creación del Consulado de Burgos, y constituyó su primera fuente de riqueza. Otros productos exportados eran el hierro, la madera, piezas de artillería y, desde Santander, también cereales, mientras que se importaba de Europa vino, pescado y productos manufacturados. Cuando las guerras impidieron el comercio, las villas se dieron al corso, amparadas por la Corona de Castilla.
Laredo recibió en 1529 el permiso que le permitía comerciar con las Indias, siempre que en la travesía de vuelta sus barcos atracasen primero en Sevilla. En la misma época, Laredo se especializó en la importación de telas de los Países Bajos, mientras que Santander lo hizo en la importación de un tinte vegetal llamado pastel. El comercio más importante fue el internacional, que en el caso de Santander creció al final de la época del corregimiento, entre 1763 y 1768, un 534,2 %, bastante por encima de los crecimientos de otros grandes puertos españoles, como La Coruña (+227,0 %) y Gijón (+89,5 %).
| Villa                             | Ingresos (en reales)       | Porcentaje de ingresos respecto al total de Cantabria |
| --------------------------------- | -------------------------- | ----------------------------------------------------- |
| Castro-Urdiales                   | Sin datos                  | Sin datos                                             |
| Laredo                            | 55 487                     | 12,10 %                                               |
| Santander                         | 108 345                    | 39,40 %                                               |
| San Vicente de la Barquera        | 17 195                     | 3,80 %                                                |
| Total Cantabria (Reinosa) (Potes) | 457 511 (70 470) (24,90 %) | 100 % (15,40%) (5,40 %)                               |

### Actividades industriales
La pesca se complementaba con una industria de escabechado y curado del pescado. También existían talleres industriales y artesanales, cuya proyección era modesta y alcanzaban las comarcas, exportándose los eventuales excedentes entre las villas, especialmente toneles, remos y curtidos. También tuvo cierto impacto la fabricación naval, destacando en ello Laredo, que construyó un astillero en Colindres al servicio de la Corona en 1619.

## Las cuatro villas
Castro-Urdiales, San Vicente de la Barquera, Laredo y Santander recibieron cartas forales en un breve espacio de tiempo, a finales del siglo XII y comienzos del XIII, iniciando un rápido desarrollo económico que se tradujo en un desarrollo urbano. Así, todas las villas se amurallaron y, a excepción de Laredo, construyeron castillos urbanos. Su expansión se vio truncada a finales del siglo XVI debido a sucesivas crisis que afectaron a la Corona castellana. En esa época se produjo un fenómeno de desurbanización y se reutilizaron edificios y solares abandonados intramuros para el desarrollo de actividades del sector primario. En el caso de San Vicente de la Barquera este proceso fue especialmente grave, prolongándose hasta el siglo XIX, así como en Castro-Urdiales, mientras que Laredo logró capear el siglo XVII y Santander, algo menos afectada por muchas de las crisis, despegó de nuevo mediado el siglo XVIII.
Castro-Urdiales y Laredo recibieron un fuero fundacional similar al de Logroño, con lo que sus términos jurisdiccionales fueron más amplios, con un núcleo urbano ejerciendo de capital sobre un territorio rural, y sus actividades artesanales y comerciales se vieron especialmente potenciadas. Santander recibió el fuero de Sahagún y San Vicente de la Barquera, el de San Sebastián.

### Castro-Urdiales

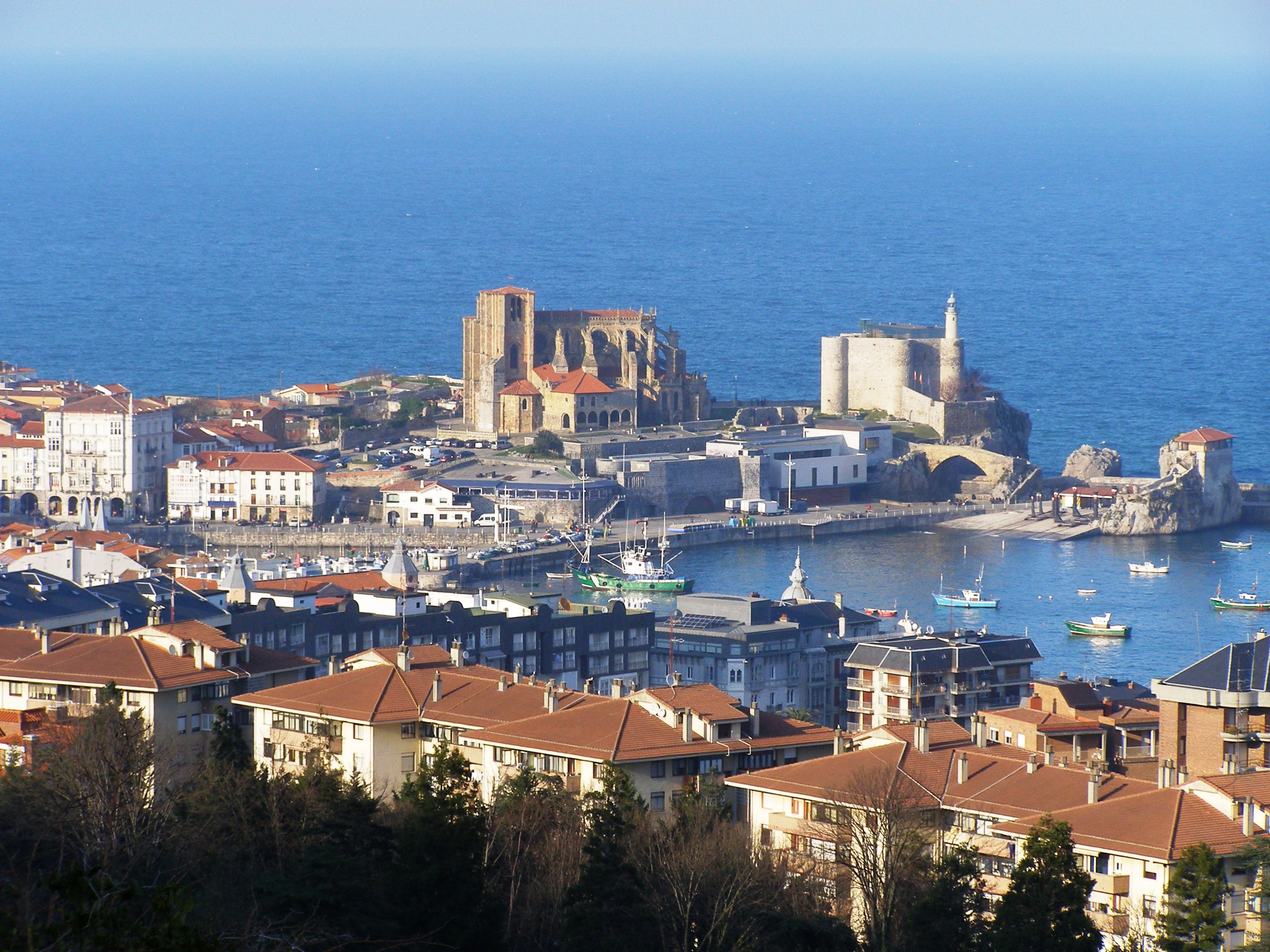
Vista del centro urbano de Castro-Urdiales desde la autovía del Cantábrico.

Fue la primera en recibir carta foral y denominación de villa (1163). En 1591, con 2175 habitantes, era la más poblada de las cuatro villas, aunque progresivamente fue perdiendo posiciones ante Santander y Laredo. En 1787, con 2243 habitantes, sólo poseía más poder que San Vicente de la Barquera. Estaba gobernada por un concejo restringido, también denominado regimiento, cuyos cargos fueron hasta 1641 elegidos cada año a excepción del de alcalde mayor, que era elegido a dedo por el corregidor de las Cuatro Villas. Además del alcalde integraban el concejo un procurador general, un procurador que representaba a la corporación Cabildo de Mareantes de San Andrés, cuatro regidores, un fiel o mayordomo y un alguacil. En 1641 la villa paga a Felipe IV 1000 ducados y obtiene dos privilegios: la elección de alcaldes mayores propios y la integración en la Junta de las Cuatro Villas, no dependiendo ya directamente del Corregimiento de las Cuatro Villas. En época del corregimiento la villa estaba dividida en dos pueblos o barrios: la Puebla Vieja, núcleo original, y la Puebla de Abajo, con origen en un arrabal medieval. Además existía el Castro, ciudadela amurallada situada en el corazón de la villa que contenía una ermita, una iglesia gótica, un hospital, un castillo medieval, un cementerio y un complejo llamado Palacios del Rey, posiblemente vestigio del paso de Alfonso VIII, estacionado en Castro-Urdiales en 1208 y 1209, y cuyas ruinas desaparecieron a comienzos del siglo XIX. A comienzos del siglo XVI se construyeron un cay y un contracay o muelle de tierra, que según fue pasando el siglo dieron lugar a un puerto protegido.
La relación de Castro-Urdiales con las otras villas fue desigual. Mantuvo tensiones territoriales con Laredo debido a los límites exactos entre sus concejos y a ciertos privilegios económicos. Peores fueron las tensiones con el corregidor, que en 1642 intentó apropiarse el derecho de elegir a los oficiales de las milicias de la villa. En cuanto a desastres, además de las epidemias que diezmaron la población europea a comienzos del siglo XVI, el crecimiento poblacional y la flota de la villa se resintieron mucho con la pérdida de la Armada Invencible, a lo que se añadió un maremoto que arrasó su costa en 1595. Entre 1597 y 1598 una gran epidemia devastó todo el corregimiento, con especial virulencia Castro-Urdiales.
En 1738 Castro-Urdiales, al igual que otras localidades cántabras (en ese tiempo, parte del Consulado de Burgos), solicitaron su inclusión en el Señorío de Vizcaya para el disfrute de los privilegios forales que este tenía, a pesar del rechazo de Bilbao. En 1741 quedó fuera de Vizcaya, aunque trató de incorporarse a ella nuevamente. Sin embargo, Carlos III, el 23 de julio de 1763, soliviantó la situación devolviendo la villa al Corregimiento de las Cuatro Villas y devolviendo el dinero pagado por los privilegios vascos, hecho que marcó su pertenencia a la Provincia Marítima de Santander (1799-1801) y, por tanto, a la actual Cantabria con posterioridad. A pesar de la pérdida económica que supuso la separación de Vizcaya, Castro-Urdiales obtuvo compensación en 1477 y 1485 con la confirmación de sus derechos por parte de los Reyes Católicos.

### Laredo

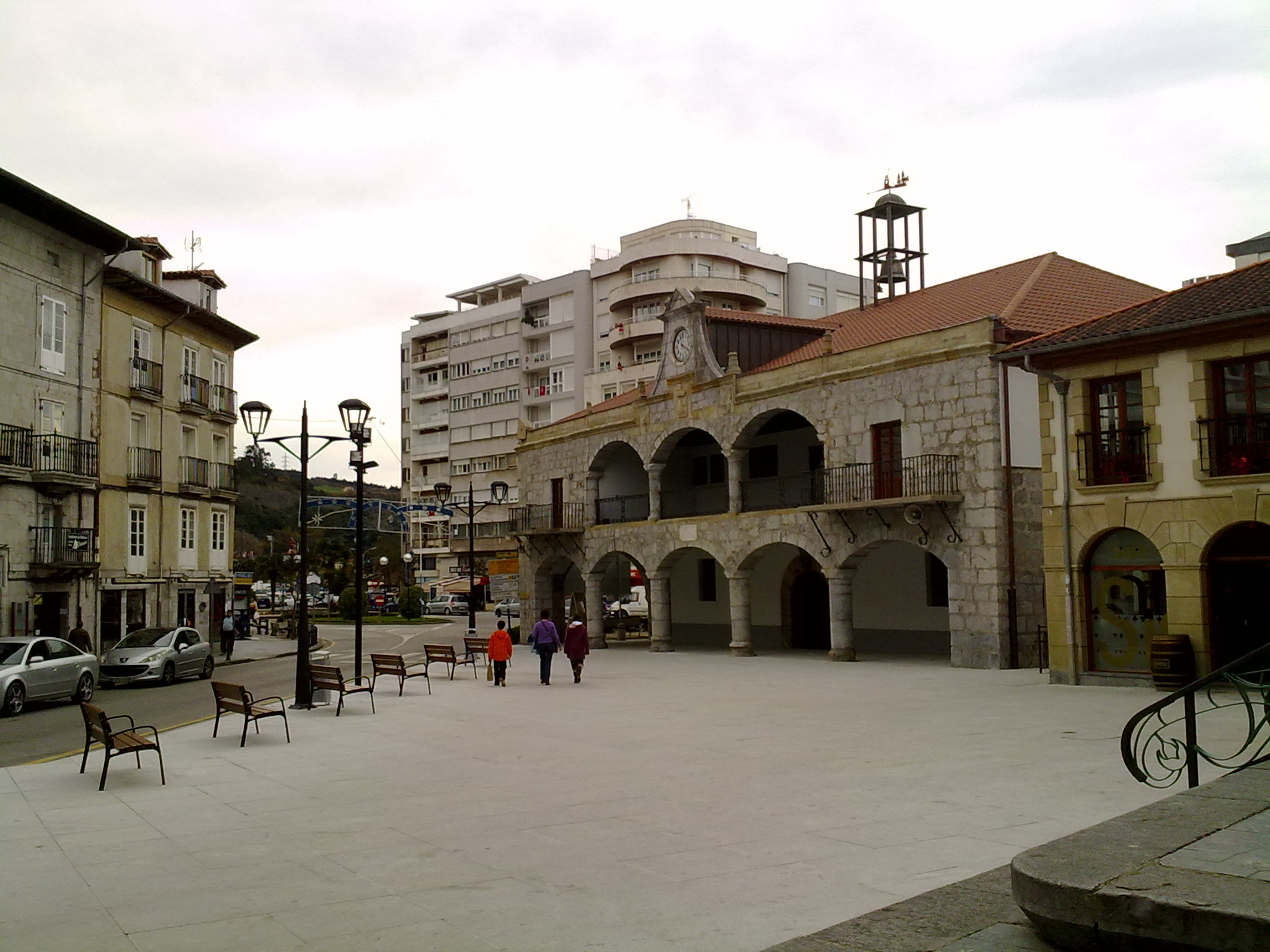
Plaza de la Constitución, a la entrada de la Puebla Vieja (antiguo arrabal). Destaca el antiguo ayuntamiento.

Las murallas de Laredo protegían tanto la Puebla Vieja como el Arrabal, barrios separados por el río Bario, parcialmente cubierto en época moderna. Primitivamente sólo la Puebla Vieja había estado amurallado, desapareciendo el lienzo de muralla que la separaba del arrabal al construirse su ampliación. En la puebla se levantaron una iglesia gótica y destacadas casas-torre, además del ayuntamiento y la cárcel. Habitaban en ella, inicialmente, los clérigos y los nobles, mientras que los artesanos y los pescadores ocupaban sendas manzanas diferenciadas en el arrabal. A partir del siglo XVI el arrabal obtuvo gran protagonismo, construyéndose allí los principales edificios y convirtiéndose en el nuevo centro urbano. Su término jurisdiccional se extendía desde la desembocadura del río Asón hasta la del Agüera, y por el interior hasta Ampuero. Prueba de su prestigio medieval es su citación en las Cantigas de Santa María y su elección como puerto desde donde embarcó Juana la Loca para casarse con Felipe el Hermoso.
En una península que sobresalía del arrabal existió algún tipo de estructura defensiva, pero Laredo fue la única de las cuatro villas que careció de castillo. Sí poseyó, sin embargo, un espigón almenado que resguardó su puerto interior desde 1526, parte de un plan que modificó el urbanismo de la villa y el puerto.
Laredo fue sede del corregidor desde 1629, convirtiéndose en capital de facto de las cuatro villas, de Trasmiera, de Santoña y las otras villas hermanadas con Trasmiera, y de los Nueve Valles. Sin embargo, en 1639 sufrió un ataque de la Armada francesa que arrasó la población, lo que dio lugar al inicio de un lento declive. La sede del corregimiento se estableció en Laredo por ser la mejor comunicada con Burgos, mediante una calzada que atravesaba la cordillera Cantábrica por el puerto de Los Tornos.

### Santander

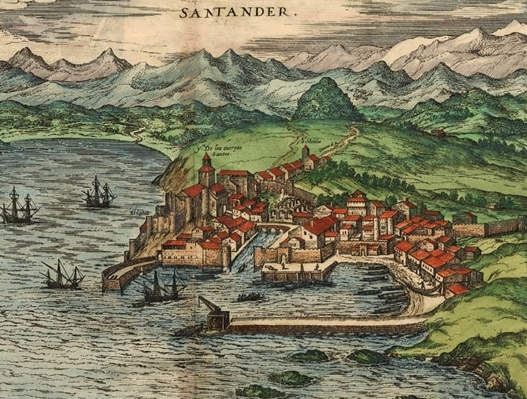
Santander vista por Joris Hoefnagel a finales del. Este grabado es la imagen más antigua existente de la ciudad. Se sabe que Hoefnagel no estuvo en la por entonces villa y que lo hizo a partir de otras fuentes para su obra Civilates orbis terrarum (Las ciudades del mundo) de 1572.

A finales del siglo XV, fecha en que nació el Corregimiento de las Cuatro Villas, Santander contaba con los barrios de la Puebla Vieja, la Puebla Nueva, separadas por la ría de Becedo y unidas por un puente de madera, el Arrabal de Fuera de la Puerta y el Arrabal de la Mar. Poseía murallas, castillo y una iglesia colegial gótica, la de los Cuerpos Santos, catedral desde 1754. El castillo, llamado de San Felipe, ya era antiguo entonces y su fábrica se encontraba deteriorada. Contaba también con una fortaleza llamada la Bastida, situada a nivel del mar, que protegía la entrada a un puerto interior, protegido por un muelle curvo. A finales de la Edad Media el centro urbano se había desplazado de la Puebla Vieja a la Puebla Nueva, donde se asentaron las nuevas familias aristocráticas. La ciudad de la época se completaba con tres hospitales, unos almacenes de lanas, una cárcel, unas atarazanas construidas en el siglo XIV y diversas torres y conventos.
Santander sufrió, al igual que las otras villas, los desastres que interrumpieron el buen desarrollo de su economía desde la segunda mitad del siglo XVI a la primera mitad del XVII. Durante la segunda mitad del siglo XVIII, sin embargo, su burguesía y sobre todo, la monarquía española, recuperaron el comercio de lanas de Santander. De este modo los impuestos repercutían en el Estado, no perdiéndose debido a la fiscalidad de las provincias vascas si la lana se exportaba desde Bilbao. La idea, propuesta por José Patiño Rosales y desarrollada por el marqués de la Ensenada, propició la creación del camino de las Harinas y el despegue económico de los lugares que atravesaba, hasta Santander. Este crecimiento propició que, entre otros derechos, Santander obtuviera el título de ciudad en 1755.

### San Vicente de la Barquera

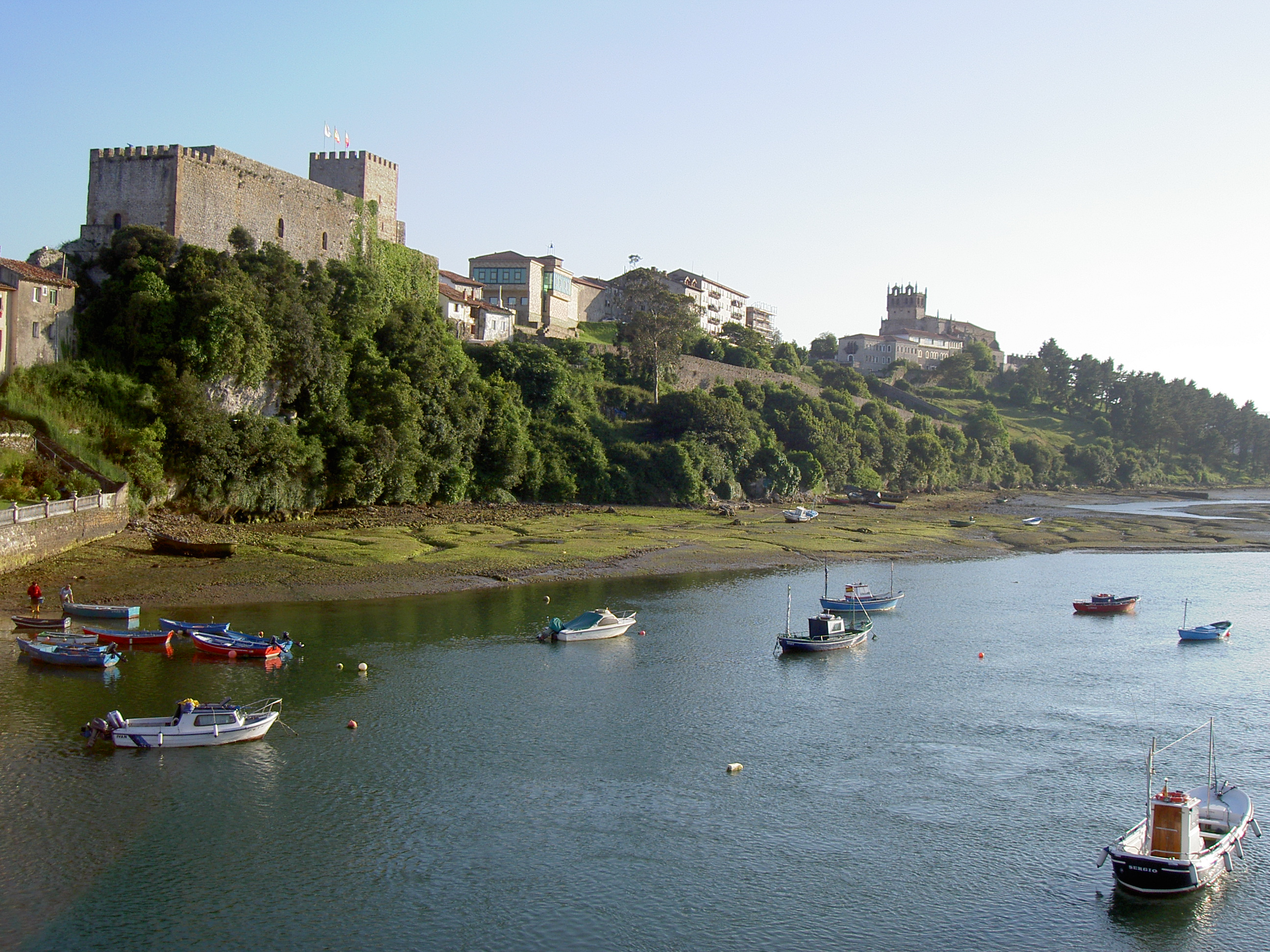
Puebla Vieja de San Vicente de la Barquera.

La Puebla Vieja de San Vicente, elevada sobre un promontorio que domina la ría de San Vicente, poseyó muralla ya desde el siglo XIII, además de dos arrabales, Tenerías, habitado por artesanos y mercaderes, y La Ribera o de la Mar, donde vivían pescadores y marineros, unidos en la Cofradía de pescadores y mareantes de San Vicente de la Barquera, que poseía su propia ermita. A su vez la Puebla Vieja poseía dos barrios, Corro de Arriba y Corro de Abajo, que en la Edad Moderna pasaron a llamarse Santa María y San Nicolás, respectivamente. El primero destacaba por su iglesia gótica y el segundo por el castillo. Además existían entonces dos puentes que unían el istmo donde se asentaba la villa con dos lados de la ría, atravesando sus brazos o rías de la Maza y el Peral. En la segunda mitad del siglo XV existían en La Ribera un muelle de piedra y un astillero, en sustitución a los antiguos muelles en El Peral.